# Capnopsis
Capnopsis is een geslacht van steenvliegen uit de familie Capniidae. De wetenschappelijke naam van het geslacht is voor het eerst geldig gepubliceerd in 1896 door Morton.

## Soorten
Capnopsis omvat de volgende soorten:
- Capnopsis schilleri (Rostock, 1892)